# 巴运集团
四川巴中运输（集团）有限公司，简称巴运集团，是总部位于中国四川省巴中市的一家公路运输企业。巴运集团成立于1993年10月，原为国有企业，2001年12月改组为股份制企业。2006年巴运集团资产达2.52亿元，共有车辆808辆，除主营公路运输业务之外，还经营旅游、汽车贸易、制药、化工、建筑、房地产开发等业务。2008年9月13日，巴运集团一辆从四川省巴中市开往浙江省宁波市的宇通客车，在行经南江县附近时坠入约150米深的悬崖下，造成车上51人全部死亡。